# Парк Мусасинономори
Парк Мусасинономори (яп. 武 蔵 野 の 森 公園, англ. Musashinonomori Park) — это парк в районе Мусасино японской столицы Токио . Парк расположен в приграничной зоне городов Митака, Футю и Тёфу рядом с аэропортом Тёфу.

## История
Этот район был основан как аэропорт Токио Тёфу в 1945 году. После того, как он управлялся армией США, он был полностью возвращен в 1974 году, и это парк был создан как план использования территории базы Тёфу.
1 апреля 2000 года парк был открыт. 

## Описание
По данным Токийской ассоциации городских парков, площадь парка Мусасинономори 347036,01 кв. м. Парк находится в ведении сервисного центра парка.
Парк окружён лесом Мусасино. Рядом с парком находится стадион Адзиномото и Токийский университет иностранных языков.

### Спортивные объекты
Сам парк разделён на северную и южную части.
В северной находится футбольное поле Асахи (город Футю). В южной Теннисный корт, Софтбольная площадка, Поле для футбола/регби (относящиеся к городу Митака) и 
Молодежное бейсбольное поле, Бейсбольное поле, Футбольное поле Нисимати (относящиеся к городу Тёфу).

### Природа

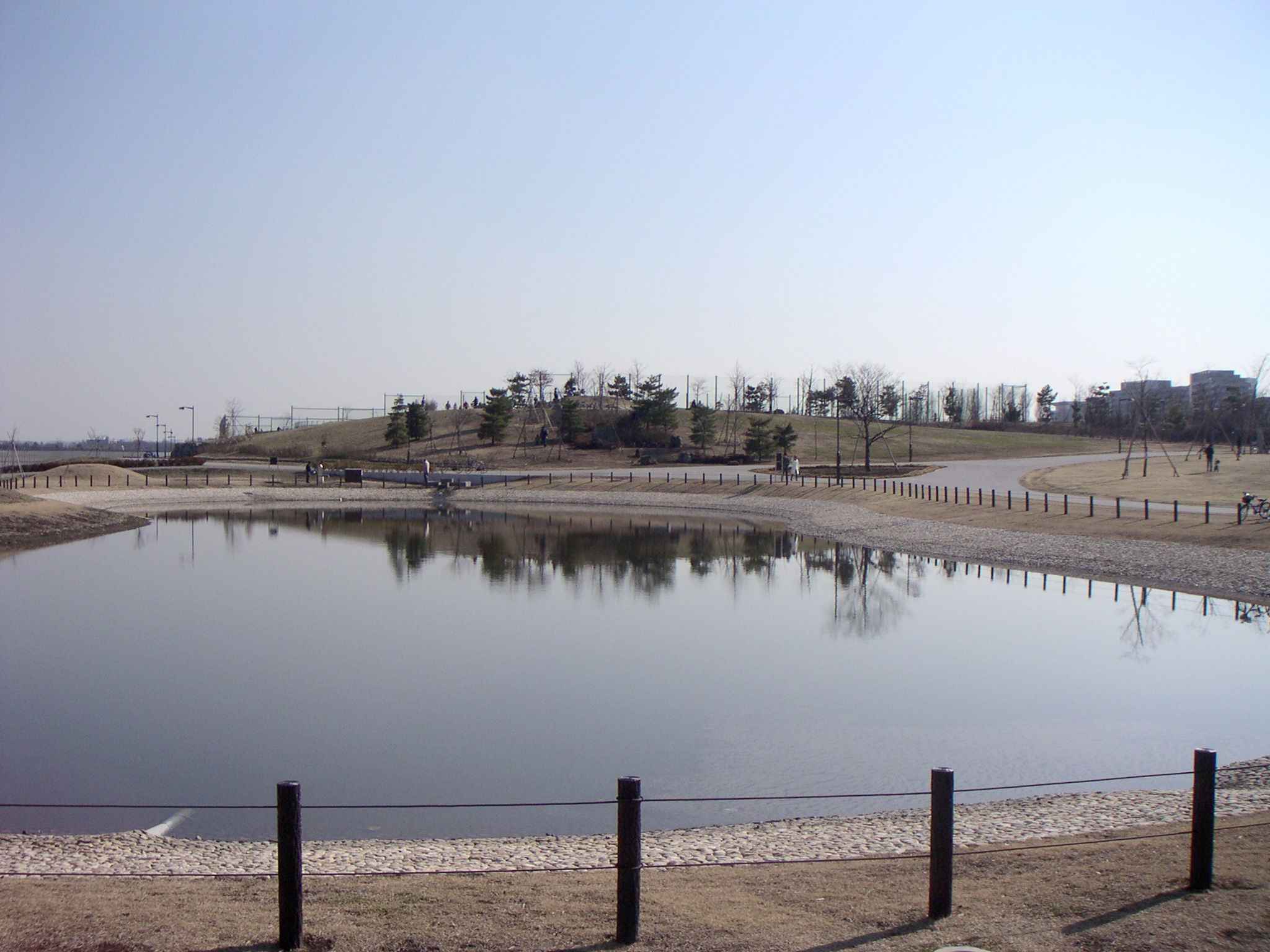
Холм и пруд

## Спортивные соревнования
В парке Мусасинономори (город Фучу, город Тёфу, город Митака) был дан старт велосипедных гонок на Олимпийских и Паралимпийских играх в Токио 2020 года.
- Велоспорт на Олимпийских играх 2020
- Велоспорт на Паралимпийских играх 2020